# Megachile subrixator
Megachile subrixator är en biart som beskrevs av Cockerell 1915. Megachile subrixator ingår i släktet tapetserarbin, och familjen buksamlarbin. Inga underarter finns listade i Catalogue of Life.